# Мехмед I Герай
Мехме́д I Гера́й (Гире́й; крым. I Mehmed Geray, ١ محمد كراى‎; 1465—1523) — хан Крыма в 1515—1523 годах из рода Гераев. Старший из восьми сыновей Менгли I Герая.
Встречающиеся в литературе варианты написания имени: Мехмед I Гирей, Мехмед I Гирай, Мухаммед Гирей I, Магмет Гирей I, Магомет Гирей I, Мухаммед Гирай I.

## Калга
В молодости Мехмед Герай участвовал в многочисленных военных походах своего отца, крымского хана Менгли Герая (1478—1515), против Польши и Великого княжества Литовского. Менгли Герай назначил своего старшего сына Мехмед Герая калгой-султаном, то есть своим соправителем и наследником. Мехмед Герай получил от отца во владение города Акмесджид и Карасубазар.
В конце правления своего отца калга Мехмед Герай лично руководил военными набегами на польско-литовские и московские земли. В 1505 году Мехмед Герай возглавил большой поход на литовские владения. Огромная крымско-татарская орда прорвалась в Белоруссию, где разорила окрестности Минска, Новогрудка, Полоцка и Витебска. Сам Мехмед Герай с главными силами осаждал Минск, а его младшие братья Бити Герай и Бурнаш Герай действовали под Слуцком и Новогрудком.
В 1507 году Мехмед Герай участвовал (как калга-наследник) в походе своего отца Менгли I Герая на южнорусские владения по договорённости с Литвой. Проводниками у крымцев были литовцы во главе с Якубом Ивашинцовичем. Когда крымские войска уже приближались к русским окраинам, пришло известие о выступлении на Крым ногайцев. Узнав об этом, Менгли I Герай повернул войска на ногаев, поручив при этом командование Мехмеду. Мехмед же упал с коня и занемог, поэтому боевые действия ограничились несколькими стычками, после которых крымское войско вернулось домой.
В 1509 году ногайцы под руководством бея Агиша планировали большой поход на Крым. Хан Менгли I Герай собрал все свои силы, создав армию в 250́000 человек. Командование было поручено Мехмеду, вместе с ним выступали карачибеки основных крымских родов. Армия смогла внезапно напасть на ногайцев, когда они только наполовину переправились через Волгу и только готовились к походу. Разгром ногаев был полный. Были захвачены люди, скот, имущество. В 1510 году Мехмед Герай вновь возглавлял успешный поход на ногаев.
В июле 1512 года калга Мехмед Герай совершил набег на южнорусские земли, но был выбит московскими воеводами из Рязанской области. Осенью 1514 года калга во главе татарского войска предпринял набег на Северскую землю, но вновь был отражен. В марте 1515 года Мехмед Герай вместе с литовскими воеводами осуществил новый поход на Северскую землю. Татарско-литовские войска безуспешно осаждали города Новгород-Северский, Стародуб и Чернигов, захватив большое количество пленников.

## Хан
В апреле 1515 года старый крымский хан Менгли Герай скончался в Салачике. Когда хан умер, калга Мехмед Герай с войском находился в крепости Перекоп (Ор). В течение сорока дней, пока Мехмед не вернулся в столицу, смерть Менгли Герая держалась от жителей в тайне. Менгли Герай был захоронен после того, как его старший сын, калга Мехмед Герай, прибыл в столицу и занял ханский трон.
Заняв ханский престол, хан Мехмед Герай назначил калгой своего младшего брата Ахмеда Герая Хромого, который вскоре поднял мятеж. Вначале Ахмед Герай ушёл из Крыма в свой улус — Очаков (Ак-Чакум), который передан был ему в удельное владение. Оттуда Ахмед Герай стал совершать набеги на пограничные литовские земли. Мятежный калга вступил в переписку с великим князем московским Василием III Ивановичем, обсуждая с ним планы завоевания Киева и Вильно. Кроме того, Ахмед Герай отправил своего старшего сына Геммета Герая в Стамбул, прося военной помощи у османского султана в борьбе против старшего брата.
Весной 1519 года крымский хан Мехмед I Герай отправил своих сыновей Бахадыра и Алпа Гераев с войском за Перекоп, чтобы разгромить Ахмеда Герая. Ахмед Герай был настигнут в степях за Перекопом и убит. Вакантную должность калги хан передал своему старшему сыну и помощнику Бахадыру Гераю. После того, как весной 1523 года калга Бахадыр Герай стал ханом Астрахани, на освободившееся место калги был назначен другой сын хана Алп Герай.
Главной заботой хана на протяжении всего его правления являлась внешняя политика. После разгрома его отцом Большой Орды, реальной выглядела задача объединения под властью Крыма осколков окончательно распавшейся к тому времени Золотой Орды.
В 1519 году в результате казахского нашествия Ногайская Орда была разбита, а её знать и многие улусы бежали на запад во владения крымского хана. Ногайский бий Шейх-Мухаммед отправил посольство к крымскому хану Мехмеду I Гераю, прося у него убежища в крымских владениях. Ногайская знать признала свою зависимость от Крыма. Ногайцы переправились на западный берег Волги и поселились во владениях крымского хана. В 1521 году скончался казахский хан Касым, и казахи, лишившись правителя, были вытеснены ногайцами, вернувшимися на свои земли между Волгой и Эмбой, но клятвы присяги ещё не были забыты и крымский хан мог считать своими владения далеко на восток от Волги. Мехмед Герай стремился объединить под своей властью все улусы некогда могущественной и обширной Золотой Орды.
Новый крымский хан Мехмед Герай продолжал совершать и организовывать разорительные набеги на Русское государство и Великое княжество Литовское. Один из таких походов под Тулу окончился неудачей в 1517 году.
В декабре 1518 года скончался бездетный казанский хан Мухаммед-Амин (1502—1518), ставленник Москвы. Весной 1519 года великий князь московский Василий III Иванович посадил на ханский престол в Казани своего ставленника, касимовского царевича Шах-Али, которого сопровождал русский военный отряд. Казанские мурзы были недовольны прорусской политикой Шах-Али и организовали против него заговор. В том же 1519 году казанские мурзы отправили посольство в Крым, прося Мехмеда Герая дать им в ханы одного из своих братьев. Весной 1521 года Мехмеду Гераю удалось возвести на казанский ханский престол своего младшего брата Сахиба Герая. Сахиб Герай с небольшим отрядом прибыл из Крыма в Казань, где местные мурзы возвели его на ханский престол. Московский ставленник Шах-Али был свергнут с престола и бежал из Казани в русские владения.
Летом 1521 года Мехмед I Герай, договорившись о совместных действиях со своим братом и союзником, казанским ханом Сахибом Гераем, предпринял большой военный поход на Русское государство. В июле 100-тысячная татарское войско, поддержанное ногайцами и литовскими отрядами, вторглось в южнорусские земли и стала быстро продвигаться вглубь Русского государства. Русские воеводы, стоявшие с полками на берегах реки Оки, были разгромлены превосходящими силами татарского войска. В конце июля крымский хан переправился через Оку под Коломной и двинулся на Москву, разоряя русские города и селения. Одновременно казанский хан Сахиб Герай со своим войском напал на восточные московские владения, где захватил и разорил города Нижний Новгород и Владимир. Под Коломной крымский и казанский ханы объединили свои силы и совместно выступили к Москве. Великий князь Василий III Иванович поспешно выехал из столицы в Волоколамск, чтобы собирать большую рать. 1 августа Мехмед и Сахиб Гераи подступили к Москве. Союзники не стали осаждать хорошо укрепленную русскую столицу. Крымские и казанские татары рассеялись по близлежащим волостям и селениям, грабя, пленяя и убивая местное население. Две недели татары «воевали» центральные районы Русского государства. Московские вельможи во главе с крещенным казанским царевичем Петром (Худай-Кулом), укрывшиеся в столице, вынуждены были выдать хану от имени великого князя Василия III грамоту, в которой Русь обязывалась выплачивать Крымскому ханству дань в том объёме, в котором платилась дань Золотой орде. 12 августа Мехмед Герай, получив информацию о подходе к Москве русских войск, начал своё отступление. По пути крымцы и ногайцы опустошили коломенские, боровские, каширские и рязанские волости. Сам Мехмед I Герай по предложению литовского воеводы Евстафия Дашкевича даже осадил Переяславль-Рязанский, но был отбит русским гарнизоном, а также утратил грамоту о даннических обязательствах Василия III. Во время набега крымцы, казанские татары и ногайцы захватили огромное количество пленников.
В конце 1522 года Мехмед I Герай решил захватить Астраханское ханство и, собрав большое войско, выступил в поход на Астрахань (Хаджи-Тархан). Ногайские мурзы Агиш и Мамай со своими силами присоединились к Мехмеду Гераю. Войны, собственно, не было, Астрахань (Хаджи-Тархан) была сдана без боя. Астраханский хан Хусейн бежал из своей столицы. Весной 1523 года Мехмед Герай занял Астрахань и вскоре провозгласил здесь новым ханом своего старшего сына и калгу Бахадыра Герая. Ногайские мурзы-союзники Мамай и Агиш, опасавшиеся усиления могущества Мехмеда Герая, составили заговор и решили его убить. Между тем самонадеянный крымский хан распустил свою армию и остался в Астрахани с небольшим отрядом. Крымский хан и его наследник калга Бахадыр Герай были выманены из города ногайскими мурзами и убиты вместе со своей свитой и охраной. Мурза Урак-мурза по прозвищу Дели («Бешеный»), племянник Мамая, лично умертвил самого хана и его сына. Ногайцы внезапно напали и разгромили крымское войско, остатки которого рассеялись по степи. Смогли спастись только два ханских сына — Газы и Баба Гераи, которые с пятьюдесятью мурзами прибыли в Крым. За этим последовало разрушительное нашествие ногаев в Крым. Ногайские отряды разорили и опустошили весь полуостров, но не сумели взять городов. Преемником Мехмеда I Герая на крымском ханском троне стал его сын Газы I Герай.
В правление Мехмеда I Герая испортились до того обычно дружественные отношения Крыма с Москвой, поскольку ушла в небытие Большая Орда — единственный общий противник Крыма и Московского княжества.

## Память
Ежегодно 21 мая, до революции 1917 года, совершался крестный ход из Успенского собора Московского кремля в церковь Владимирской иконы Богоматери, что на Никольской улице, в память избавления России от нашествия крымских, нагайских и казанских татар в 1521 году, предводимых Махмед-Гиреем.